# Lista premiilor Uniunii Scriitorilor din România pentru Dramaturgie
Aceasta este o listă a premiilor naționale ale Uniunii Scriitorilor din România pentru Dramaturgie acordate după revoluția din 1989, în ordine invers cronologică. În perioada 1990-1996 lipsesc informații și surse online. Conform tabelului de mai jos, se observă o disparitate de gen semnificativă, atât în ceea ce privește premiile acordate (din 21 de premii acordate între 1997 și 2024, doar o singură femeie a fost laureată), cât și în componența juriilor care au decis aceste premii.  
Premiile Uniunii Scriitorilor din România sunt cele mai importante premii literare acordate anual în România și sunt subvenționate de Guvernul României prin intermediul Ministerului Culturii.
| An   | Nume                           | Operă | Editură                           | Membrii juriului | Reprezentare de gen a juriului:                     |
| 2024 | Marian Ilea                    | Societatea de socializare din Medio-Monte piesă de teatru într-un act, ediție trilingvă, 113 p. Reeditare a unui text publicat în 2014 la Ed. Tracus Arte | Editura EUROTIP                   | Angelo Mitchievici (președinte), Gheorghe Glodeanu, Andrea H. Hedeș, Mircea Mihăieș, Vasile Spiridon, Peter Sragher, Răzvan Voncu (membri).                                                                                                  | 85, 71% bărbați (6 bărbați și 1 femeie)             |
| 2023 | Horia Gârbea                   | Ultima a Iubire a lui Cesar piesă de teatru, 79 p. | Editura NEUMA                     | Angelo Mitchievici (președinte), Gheorghe Glodeanu, Andrea H. Hedeș, Mircea Mihăieș, Vasile Spiridon, Peter Sragher, Răzvan Voncu (membri). Notă: Andreea Hedeș, membră a juriului general și directoarea editurii NEUMA s-a recuzat.        | 100% bărbați                                        |
| 2022 | Dinu Grigorescu                | Teatru 10 piese de teatru, 530 p. | Editura Academiei Române          | Dan Cristea (președinte), Gabriel Coșoveanu, Andrea Hedeș, Ioan Holban, Angelo Mitchievici, Vasile Spiridon și Răzvan Voncu (membri). | 85, 71% bărbați (6 bărbați și 1 femeie)             |
| 2021 |                                | Nu s-a acordat. |                                   | |                                                     |
| 2020 |                                | Nu s-a acordat. |                                   | |                                                     |
| 2019 |                                | Nu s-a acordat |                                   | |                                                     |
| 2018 | Radu F. Alexandru              | Ultima dorință, 5 piese, 296 p. | Editura Polirom                   | Dan Cristea (președinte), Daniel Cristea-Enache, Ioan Holban, Angelo Mitchievici, Vasile Spiridon, Alex Ștefănescu și Răzvan Voncu. | 100% bărbați (7 bărbați)                            |
| 2017 |                                | Nu s-a acordat |                                   | |                                                     |
| 2016 |                                | Nu s-a acordat |                                   | |                                                     |
| 2015 |                                | Nu s-a acordat |                                   | |                                                     |
| 2014 | Matei Vișniec                  | Omul din care a fost extras răul, 3 piese, 486 p. | Editura Cartea Românească         | Ioan Holban (președinte), Ion Bogdan Lefter, Irina Petraș, Gabriela Gheorghișor, Cristina Chevereșan, Vasile Spiridon și Răzvan Voncu. | 57,14% bărbați, 42,86% femei (4 bărbați și 4 femei) |
| 2013 | Daniel Bănulescu               | Vrei să fii prietenul lui Dumnezeu? 1 piesă de teatru, 74 p.                                                                                              | Editura CHARMDES                  | Mircea Mihăieș (președinte), Livius Ciocârlie, Gabriel Coșoveanu, Dan Cristea, Daniel Cristea Enache, Ioan Holban și Nicolae Oprea. | 100% bărbați (7 bărbați)                            |
| 2012 | Radu F. Alexandru              | Teatru (vol.)7 3 piese, 238 p. | Editura Cartea Românească         | Mihai Zamfir (președinte), Gabriel Coșoveanu, Dan Cristea, Irina Petraș, Cornel Ungureanu (membri). | 80% bărbați (4 bărbați, 1 femeie)                   |
| 2011 | Gellu Dorian                   | Confort Freud 287 p. | Editura TIMPUL                    | Dan Cristea, (președinte), Paul Arețu, Gabriel Coșoveanu, Nicolae Oprea, Vasile Spiridon. | 100% bărbați (5 bărbați)                            |
| 2010 |                                | Nu s-a acordat |                                   | |                                                     |
| 2009 |                                | Nu s-a acordat |                                   | |                                                     |
| 2008 |                                | Nu s-a acordat |                                   | |                                                     |
| 2007 | Vlad Zografi                   | America și acustica 294 p. | Editura Humanitas                 | Gabriel Dimisianu (președinte), Mircea A. Diaconu, Daniel Cristea Enache, Dan C. Mihăilescu și Cornel Ungureanu | 100% bărbați (6 bărbați)                            |
| 2006 | Matei Vișniec                  | Omul cu o singură aripă 224 p. | Editura Paralela 45               | Gabriel Dimisianu (președinte), Daniel Cristea-Enache, Mircea A. Diaconu, Dan C. Mihăilescu și Cornel Ungureanu (membri) | 100% bărbați (6 bărbați)                            |
| 2005 | Liviu Ioan Stoiciu             | Teatrul Uitat | Editura MLR                       | Info juriu lipsă |                                                     |
| 2004 | Mircea Ghițulescu              | Cartea cu artiști (Teatrologie) |                                   | Ion Pop (președinte), Ștefan Agopian, Adrian Alui Gheorghe, Daniel Cristea-Enache, Constantin Cubleșan, Mircea A. Diaconu, Gellu Dorian, Horia Gârbea, Mircea Mihăieș, Dan C. Mihăilescu, Nicolae Oprea, Ioana Pârvulescu, George Vulturescu | 92.31% bărbați (12 bărbați și 1 femeie)             |
| 2003 | D.R. Popescu                   | Anglia 292. p. | Editura Fundația Scrisul Românesc | Eugen Negrici (președinte), Doina Cetea (secretar), Mircea Martin, Marta Petreu, Dan Cristea, Mircea Muthu, Vasile Gârneț, Lucian Vasiliu, George Bălăiță, Gheorghe Mocuța și Dumitru Chioaru                                                | 84,62% bărbați (11 bărbați și 2 femei)              |
| 2002 | Olga Delia Mateescu            | Ferma de struți 128 p, | Editura Cartea Românească         | Cezar Ivănescu (președinte), Adrian Alui Gheorghe, Vitalie Ciobanu, Al. Cistelecan, Horia Gârbea, Micaela Ghițescu, Mircea Ghițulescu, Cornel Moraru, Adrian Popescu, Alex. Ștefănescu, George Vulturescu (membri)                           | 100% bărbați.                                       |
| 2001 | Matei Vișniec                  | Istoria comunismului povestită pentru bolnavii mintal | Editura AULA                      | Gabriel Dimisianu (președinte), Ioan Holban, Constantin Cublesan, Cristian Livescu, Al. Cistelecan, Mircea Popa, Mircea A. Diaconu, Liviu Leonte, Silvia Chitimia, Ioan Grosan, Denisa Comanescu,                                            | 84.42% bărbați (11 bărbați și 2 femei)              |
| 2000 | Mircea Ghițulescu Iosif Naghiu | Istoria dramaturgiei românești contemporane, Teatrologie, 519 p. Grup de orbi într-o sală de cinema, Teatru, 96 p.                                        | Editura Albatros Editura CORESI   | Ion Pop (președinte), Adriana Bittel, Lucian Alexiu, Adrian Alui Gheorghe, Mihai Cimpoi, Florin Iaru, Alex. Ștefanescu, Dan Tărchila și George Vulturescu.                                                                                   | 88,89% bărbați (8 bărbați și 1 femeie)              |
| 1999 | Vlad Zografi Horia Gârbea      | Viitorul e maculatură 3 piese de teatru, 152 p. Decembrie texte pentru teatru, 121 p.                                                                     | Editura Humanitas Editura ALLFA   | Gabriel Dimisianu (președinte), Daniel Cristea-Enache, Mircea A. Diaconu, Dan C. Mihăilescu și Cornel Ungureanu (membri) | 100% bărbați                                        |
| 1998 | Matei Vișniec                  | Teatru Descompus, 140 p. | Editura Cartea Românească         | Nicolae Prelipceanu (președinte), Adrian Popescu (secretar), Dan Cristea, Radu F. Alexandru, Ion Hobana, Andrei Ionescu, Marius Ghica, Iosif Naghiu, Aurel Rău, Alex. Ștefănescu, Cornel Ungureanu, Galfalvi Zsolt                           | 100% bărbați.                                       |
| 1997 | Marian Ilea                    | Ariel piesă de teatru | Editura Cartea Românescă          | Lipsesc surse online despre componenta juriului, fiind o perioadă pre-internet. |                                                     |
| 1996 |                                | |                                   | |                                                     |
| 1995 |                                | |                                   | |                                                     |
| 1994 |                                | |                                   | |                                                     |
| 1993 |                                | |                                   | |                                                     |
| 1992 |                                | |                                   | |                                                     |
| 1991 |                                | |                                   | |                                                     |
| 1990 |                                | |                                   | |                                                     |